# 南平郡主
南平郡主（14世纪?—1412年），是明朝开国皇帝朱元璋的懿文太子朱标的第四女。生母不详。
1392年，父亲朱标逝世。1399年，兄长朱允炆登基。没有她受册公主和嫁人的记载。她的四叔朱棣发动靖难之役，夺取了建文帝朱允炆的江山。朱棣即位后，就是明成祖，次年，改元永乐。永乐十年（1412年），朱氏去世。被明成祖追册南平郡主。